# Papilio benguetanus
Papilio benguetanus је врста лептира из породице једрилаца (лат. Papilionidae).

## Распрострањење
Филипини су једино познато природно станиште врсте.

## Станиште
Врста Papilio benguetanus има станиште на копну.

## Угроженост
Ова врста је на нижем степену опасности од изумирања, и сматра се скоро угроженим таксоном.